# Llista de topònims d'Ullà
Llista de topònims (noms propis de lloc) del municipi d'Ullà, al Baix Empordà
Informació actualitzada per un bot. Els canvis manuals es perdran quan s'actualitzi!

## casa
| imatge | Nom                                   | Ubicat a | instància de | Detalls                     | coordenades                                          | Protecció                                  | Commons (més fotos) | Dades a WD                    |
| ------ | ------------------------------------- | -------- | ------------ | --------------------------- | ---------------------------------------------------- | ------------------------------------------ | ------------------- | ----------------------------- |
|        | Can Prat                              | Ullà     | casa         |                             | 42° 03′ 08″ N, 3° 06′ 35″ E / 42.052259°N,3.109802°E | bé integrant del patrimoni cultural català |                     | Modifica les dades a Wikidata |
|        | habitatge al Carrer de la Volta, 6    | Ullà     | casa         |                             | 42° 03′ 04″ N, 3° 06′ 29″ E / 42.05109°N,3.108036°E  | bé integrant del patrimoni cultural català |                     | Modifica les dades a Wikidata |
|        | habitatge al Carrer dels Bous, 7      | Ullà     | casa         | Estil: arquitectura popular | 42° 03′ 00″ N, 3° 06′ 29″ E / 42.050095°N,3.107925°E | bé integrant del patrimoni cultural català |                     | Modifica les dades a Wikidata |
|        | habitatge al carrer de l'Església, 11 | Ullà     | casa         |                             | 42° 03′ 08″ N, 3° 06′ 29″ E / 42.05226°N,3.10805°E   | bé integrant del patrimoni cultural català |                     | Modifica les dades a Wikidata |

## entitat singular de població
| imatge | Nom        | Ubicat a | instància de                                                                   | Detalls | coordenades                                                     | Protecció | Commons (més fotos) | Dades a WD                    |
| ------ | ---------- | -------- | ------------------------------------------------------------------------------ | ------- | --------------------------------------------------------------- | --------- | ------------------- | ----------------------------- |
|        | Ullà       | Ullà     | entitat singular de població ens local històric de Catalunya capital municipal | 598 hab | 42° 03′ 00″ N, 3° 07′ 00″ E / 42.05°N,3.11667°E 12 msnm         |           |                     | Modifica les dades a Wikidata |
|        | la Roqueta | Ullà     | entitat singular de població                                                   | 623 hab | 42° 02′ 47″ N, 3° 06′ 57″ E / 42.0464975°N,3.11572159°E 17 msnm |           |                     | Modifica les dades a Wikidata |

## església
| imatge | Nom                                         | Ubicat a | instància de      | Detalls                      | coordenades                                       | Protecció                                  | Commons (més fotos)            | Dades a WD                    |
| ------ | ------------------------------------------- | -------- | ----------------- | ---------------------------- | ------------------------------------------------- | ------------------------------------------ | ------------------------------ | ----------------------------- |
|        | Restes de la canònica de Santa Maria d'Ullà | Ullà     | església          | Estat: parcialment destruït  |                                                   | bé integrant del patrimoni cultural català |                                | Modifica les dades a Wikidata |
|        | Sant Andreu d'Ullà                          | Ullà     | església          | Estil: arquitectura romànica | 42° 03′ 02″ N, 3° 06′ 26″ E / 42.0505°N,3.10727°E | bé integrant del patrimoni cultural català | Sant Andreu d'Ullà             | Modifica les dades a Wikidata |
|        | Santa Maria d'Ullà                          | Ullà     | església monestir | Estil: barroc                | 42° 03′ 06″ N, 3° 06′ 29″ E / 42.0517°N,3.10816°E | bé integrant del patrimoni cultural català | Monestir de Santa Maria d'Ullà | Modifica les dades a Wikidata |

## masia
| imatge | Nom             | Ubicat a | instància de     | Detalls                     | coordenades                                                                            | Protecció                                  | Commons (més fotos) | Dades a WD                    |
| ------ | --------------- | -------- | ---------------- | --------------------------- | -------------------------------------------------------------------------------------- | ------------------------------------------ | ------------------- | ----------------------------- |
|        | Mas Blanc       | Ullà     | masia casa forta |                             | 42° 03′ 43″ N, 3° 06′ 13″ E / 42.06202222°N,3.10353056°E 31 msnm                       |                                            | Mas Blanc (Ullà)    | Modifica les dades a Wikidata |
|        | Mas Pastor      | Ullà     | masia            |                             | 42° 03′ 23″ N, 3° 06′ 15″ E / 42.0563771473481°N,3.10422446998254°E                    |                                            |                     | Modifica les dades a Wikidata |
|        | Mas Xiquet      | Ullà     | masia            | Estil: arquitectura popular | 42° 03′ 17″ N, 3° 06′ 35″ E / 42.054826°N,3.109668°E ca:Camí que surt del Camí de Dalt | bé integrant del patrimoni cultural català |                     | Modifica les dades a Wikidata |
|        | Mas de la Torre | Ullà     | masia            |                             | 42° 02′ 39″ N, 3° 05′ 35″ E / 42.044294739193°N,3.0931203020126°E                      |                                            |                     | Modifica les dades a Wikidata |

## pedrera
| imatge | Nom                     | Ubicat a | instància de | Detalls | coordenades                                                         | Protecció | Commons (més fotos) | Dades a WD                    |
| ------ | ----------------------- | -------- | ------------ | ------- | ------------------------------------------------------------------- | --------- | ------------------- | ----------------------------- |
|        | Pedrera d'en Barruendes | Ullà     | pedrera      |         | 42° 03′ 31″ N, 3° 06′ 39″ E / 42.0584874710978°N,3.1108630228577°E  |           |                     | Modifica les dades a Wikidata |
|        | Pedrera de l'Església   | Ullà     | pedrera      |         | 42° 03′ 35″ N, 3° 06′ 53″ E / 42.0596455522461°N,3.11469630418319°E |           |                     | Modifica les dades a Wikidata |
|        | Pedrera del Pi          | Ullà     | pedrera      |         | 42° 03′ 28″ N, 3° 06′ 44″ E / 42.0577836440153°N,3.11221539291162°E |           |                     | Modifica les dades a Wikidata |
|        | Pedrera del Rull        | Ullà     | pedrera      |         | 42° 03′ 36″ N, 3° 06′ 35″ E / 42.060046616439°N,3.10981424484871°E  |           |                     | Modifica les dades a Wikidata |
|        | el Forn de la Calç      | Ullà     | pedrera      |         | 42° 03′ 50″ N, 3° 06′ 15″ E / 42.0637536052327°N,3.10413983883971°E |           |                     | Modifica les dades a Wikidata |

## Misc
| imatge | Nom                                                     | Ubicat a | instància de               | Detalls                                                 | coordenades                                                                                             | Protecció                                  | Commons (més fotos)                              | Dades a WD                    |
| ------ | ------------------------------------------------------- | --- | -------------------------- | ------------------------------------------------------- | --- | ------------------------------------------ | ------------------------------------------------ | ----------------------------- |
|        | Parc natural del Montgrí, les Illes Medes i el Baix Ter | Torroella de Montgrí Bellcaire d'Empordà Ullà Pals l'Escala Fontanilles Palau-sator Alt Empordà Baix Empordà | àrea protegida             | 2010 Superfície: 6202.68 7819.89537ha                   | 42° 04′ 28″ N, 3° 09′ 44″ E / 42.074548°N,3.162208°E                                                    |                                            | Montgrí, Medes Islands and Baix Ter Natural Park | Modifica les dades a Wikidata |
|        | Puig Rodó                                               | Ullà Torroella de Montgrí                                                                                    | muntanya                   |                                                         | 42° 03′ 28″ N, 3° 07′ 14″ E / 42.0579°N,3.12048°E 308 msnm                                              |                                            | Puig Rodó (Massís del Montgrí)                   | Modifica les dades a Wikidata |
|        | Resclosa d'Ullà                                         | Ullà | embassament                | Superfície: 24.41ha                                     | 42° 02′ 21″ N, 3° 06′ 56″ E / 42.0392°N,3.1155°E 5 msnm                                                 |                                            |                                                  | Modifica les dades a Wikidata |
|        | Ter                                                     | Ripollès Osona Selva Gironès Baix Empordà                                                                    | curs d'aigua riu principal | Desemboca: mar Mediterrània Llarg: 208km Conca: 3010km² | 42° 25′ 40″ N, 2° 15′ 24″ E / 42.427778°N,2.256667°E 42° 01′ 24″ N, 3° 11′ 31″ E / 42.02347°N,3.19187°E |                                            | Ter River                                        | Modifica les dades a Wikidata |
|        | casa consistorial d'Ullà                                | Ullà | casa consistorial          |                                                         | 42° 02′ 54″ N, 3° 06′ 48″ E / 42.048205°N,3.1133138°E                                                   |                                            |                                                  | Modifica les dades a Wikidata |
|        | cau del Duc d'Ullà                                      | Ullà | jaciment arqueològic cova  |                                                         | 42° 03′ 16″ N, 3° 07′ 27″ E / 42.05443333°N,3.12402778°E                                                | bé integrant del patrimoni cultural català |                                                  | Modifica les dades a Wikidata |